# Sŏngak Hyŏngmi
Sŏngak Hyŏngmi (ur. 864, zm. 917) – koreański mistrz sŏn, kontynuator linii przekazu Dharmy od mistrza Wŏnjŏka Toŭia z jednej z 9 górskich szkół sŏn – kaji. Wprowadził do Korei nauki chińskiej szkoły chan – caodong.

## Życiorys
Pochodził z rodziny Choe.
Praktykę buddyjską rozpoczął u mistrza sŏn Pojo Ch’ejinga na górze Porim. 
W 891 r. udał się do Chin. Praktykował u mistrza chan ze szkoły caodong Yunju Daoyinga i otrzymał od niego przekaz Dharmy. Do Korei (Silla) powrócił w 905 r.
Prowadził nauczanie sŏnu w klasztorze Muwigap.

## Linia przekazu Dharmy zen
Pierwsza liczba oznacza liczbę pokoleń mistrzów od 1 Patriarchy indyjskiego Mahakaśjapy.
Druga liczba oznacza liczbę pokoleń od 28/1 Bodhidharmy, 28 Patriarchy Indii i 1 Patriarchy Chin.
Trzecia liczba oznacza początek nowej linii przekazu w danym kraju.
- 35/8 Mazu Daoyi (707–788) szkoła hongzhou
  - 36/9 Xitang Zhizang (735–814)
    - 37/10/1 Wŏnjŏk Toŭi (zm. 825) Korea
      - 38/11/2 Uksung Yŏmgŏ (zm. 844)
        - 39/12/3 Pojo Ch'ejing (804–880) założyciel szkoły kaji
          - 40/13/4 Yŏnghye (bd)
          - 40/13/4 Ch'ŏnghwan (bd)
          - 40/13/4 Uich'a (bd)
          - 40/13/4 Sŏngak Hyŏngmi (864–917)
            - 41/14/5 Hanjun (bd)
            - 41/14/5 Hwabaek (bd)